# Elezioni parlamentari in Siria del 1961
Le elezioni parlamentari in Siria del 1961 si tennero il 1º e il 2 dicembre. Esse videro la vittoria del Partito del Popolo, che ottenne 33 seggi su 172 nella Camera dei deputati.
Si trattò delle prime elezioni nella Repubblica Araba di Siria, nata in seguito alla dissoluzione della Repubblica Araba Unita.

## Risultati
| Liste                                     | Voti | %     | Seggi |
| ----------------------------------------- | ---- | ----- | ----- |
| Partito del Popolo                        |      | 19,19 | 33    |
| Partito Nazionale (Siria)                 |      | 12,21 | 21    |
| Partito Ba'th                             |      | 11,63 | 20    |
| Fratelli Musulmani                        |      | 5,81  | 10    |
| Movimento Arabo di Liberazione            |      | 2,33  | 4     |
| Partito della Cooperazione Socialista     |      | -     | -     |
| Partito Comunista Siriano                 |      | -     | -     |
| Partito Democratico del Kurdistan Siriano |      | -     | -     |
| Organizzazione Democratica Assira         |      | -     | -     |
| Indipendenti                              |      | 48,83 | 84    |
| Totale                                    |      |       | 172   |